# هیرام (میزوری)
هیرام (به انگلیسی: Hiram) یک منطقهٔ مسکونی در ایالات متحده آمریکا است که در شهرستان وین، میزوری واقع شده‌است. هیرام ۱۵۳٫۹۳ متر بالاتر از سطح دریا واقع شده‌است.